# 村嶋亜矢香
村嶋 亜矢香（むらしま あやか、1985年3月26日 - ）は、日本の元子役。

## 来歴・人物
- 主として1990年代前半にかけて子役として活躍。

## 出演作品
テレビドラマ
- 女教師・沢木圭子 第1作（CX, 1993年7月16日）[1]
- 引っ越せますか 第11話・最終話（NTV, 1993年9月15日, 22日）- 松山 まき 役[1]
- 花の乱（NHK, 1994年4月3日 - 12月11日）- 椿（日野富子の幼少期）役[1]
- 忍者戦隊カクレンジャー 第38話（ANB, 1994年11月4日）- 愛 役[1]
- 恋も2度目なら（NTV, 1995年1月11日 - 3月15日）- 三上 由香 役[1]

映画
- 虹の橋（監督: 松山善三, 1993年10月9日公開）- 寺の童たち 役[2]